# St.-Anna-Grundschule (Augsburg)
Die St.-Anna-Grundschule (Eigenschreibweise auch teilweise St. Anna Grundschule) ist eine Grundschule im Augsburger Stadtteil Bahnhofsviertel. Früher wurde sie auch die (Mädchen)schule am Stadtpflegeranger, Stadtpflegeranger-Schule und die  Volksschule St. Anna genannt. Sie ist nicht zu verwechseln mit dem Gymnasium bei St. Anna. Das palastartige Schulgebäude aus dem 19. Jahrhundert steht als Einzelobjekt unter Denkmalschutz und ist außerdem auch ein Teil des denkmalgeschützten Ensembles Fuggerstraße/Volkhartstraße/Schaezlerstraße.
Ursprünglich eine Volksschule und eine reine Mädchenschule, ist die St.-Anna-Grundschule seit Anfang des 20. Jahrhunderts koedukativ, für Mädchen und Jungen.

## Lage und Namensgebung
Die Schule befindet sich zwischen den beiden parallel in Nordwest-Südost-Richtung verlaufenden Straßen Schaezlerstraße und Volkhartstraße, umgeben von großen Kastanienbäumen, am Stadtpflegeranger, einem kleinen Park. Sie ist drei anderen großen öffentlichen Gebäuden benachbart: im Südwesten steht auf der anderen Seite der Schaezlerstraße die 1893 erbaute Staats- und Stadtbibliothek Augsburg, im Nordosten steht auf der anderen Seite der Volkhartstraße das 1877 erbaute „Große Haus“ (Staatstheater Augsburg), und im Südosten, auf der anderen Seite des Stadtpflegerangers und der Straße „Am Alten Einlaß“, steht der 1872–75 erbaute Justizpalast.
Die Schule hat die Adresse Schaezlerstraße 26 und gehört zum Stadtbezirk Bahnhofs- und Bismarckviertel. Die Haltestelle „Staatstheater“ liegt neben der Schule, sie hat zwei Straßenbahnsteige (Linie 4) und vier Bussteige.
Der Schulname nimmt Bezug auf die südöstlich gelegene Annakirche. Um sie herum wurde 1828 ein Schuldistrikt gebildet, dem zunächst nur die Teilschulen bei St. Ulrich und Heilig Kreuz zugeordnet waren. Im Jahre 1860 eröffnete dann an der Kleinen Grottenau ein neues Schulgebäude, das bereits den Zusatz „bei St. Anna“ trägt. Bedingt durch den raschen Bevölkerungszuwachs und die damit verbundene Erhöhung der Schülerzahlen war diese Elementarschule jedoch bald überfüllt und es folgte 1873 der Neubau der Mädchenschule am Stadtpflegeranger. Später wurde dann der Name von der alten Schule auf die neue Schule übertragen.

## Geschichte und Gebäudebeschreibung

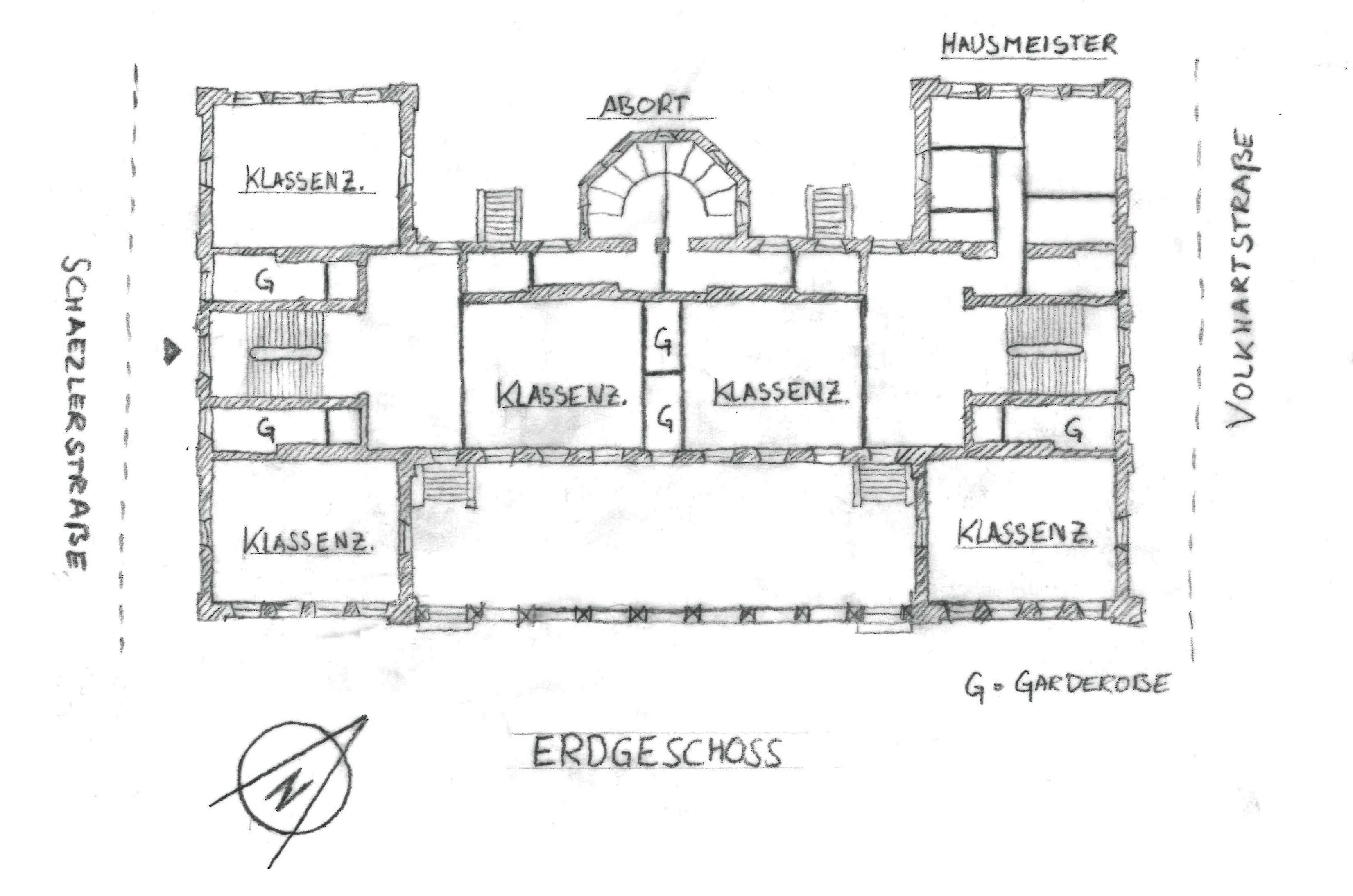
Grundriss Erdgeschoss (1873)

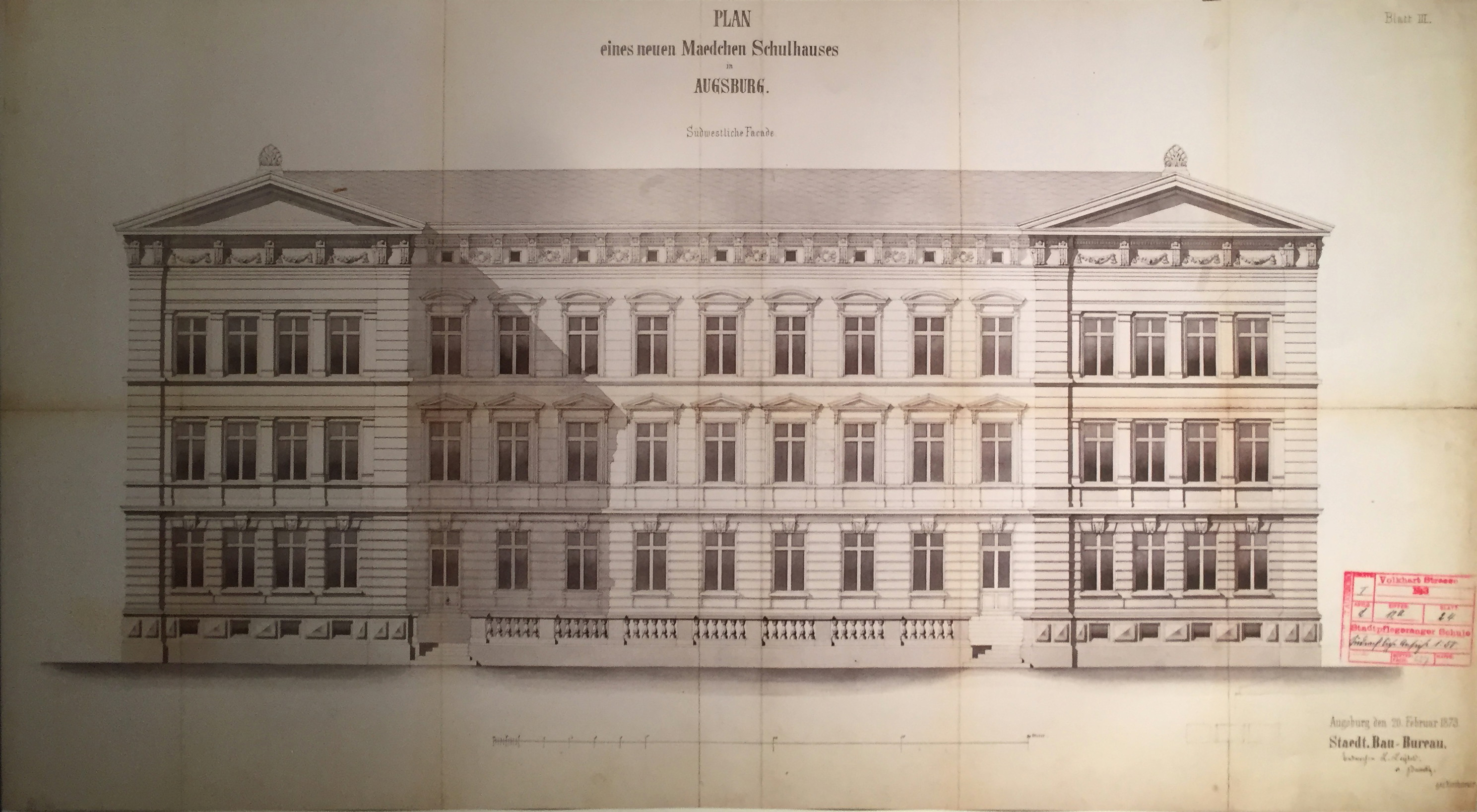
Entwurf Fassadenansicht (1873)

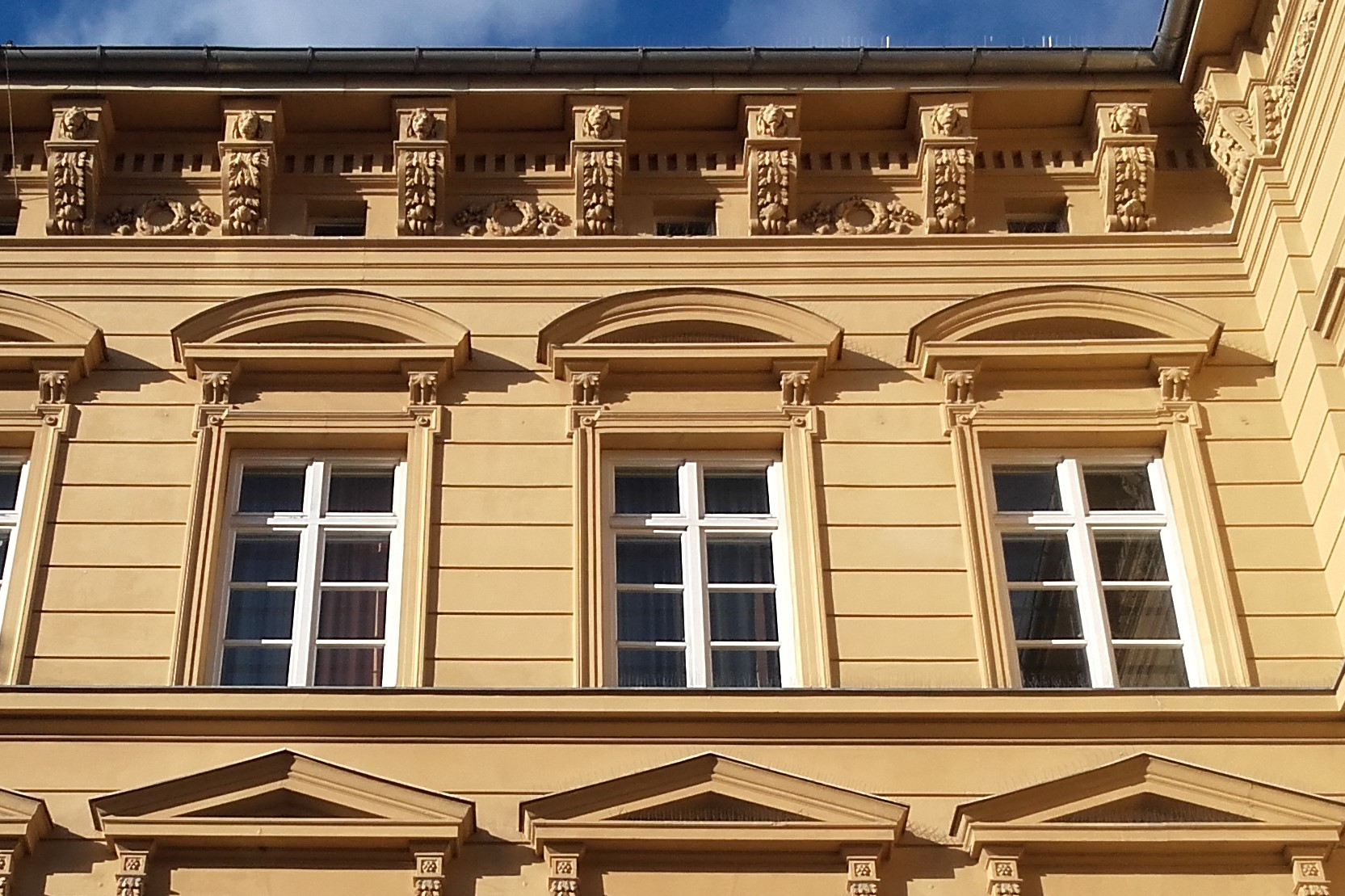
Detailansicht Fassade Parkseite (2019)

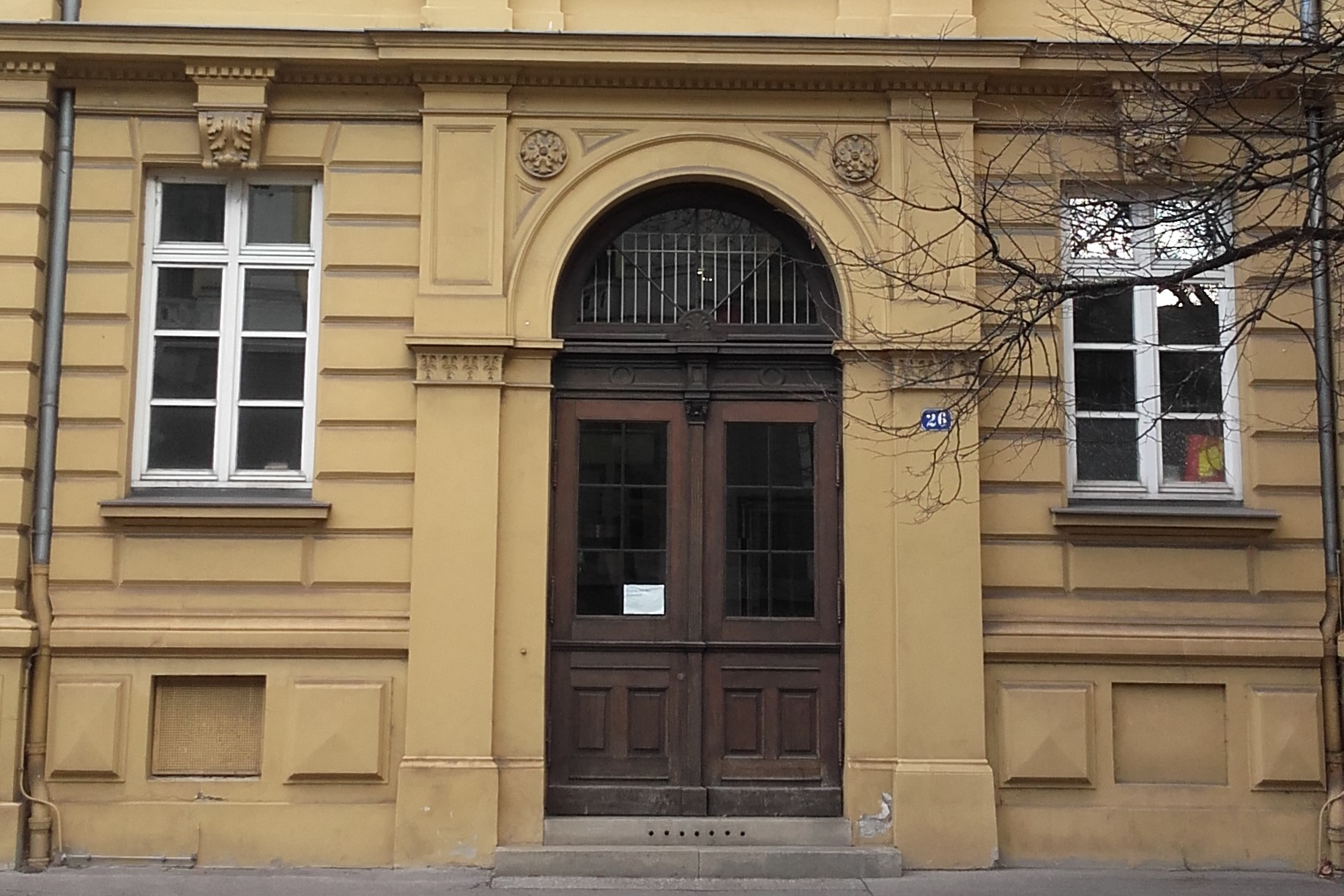
Ansicht ehemaliger Eingang an der Schaezlerstraße (2019)

Die Schule entstand in den Jahren 1872/73 an der Schaezlerstraße, die kurz zuvor als neue Straße angelegt wurde. Die Volkhartstraße gab es damals noch nicht, sie wurde aber bald nach dem Bau der Schule, ab etwa 1875 angelegt. Bei den Erdarbeiten zum Bau der Schule 1872 kamen römische Fundstücke zutage, siehe Teilbebauung des Stadtpflegerangers.
Die Schule wurde nach Plänen des Augsburger Stadtbaurats Ludwig Leybold im Stil der Neorenaissance erbaut und gilt als eines der besten Beispiele des Historismus in Augsburg. In städtebaulicher Hinsicht sollte das repräsentative Schulgebäude ein Pendant zum gegenüberliegen Justizplast bilden und gleichzeitig die Symmetrie im öffentlichen Raum wiederherstellen. Der Baukörper wurde zudem so geformt, dass er sich gut zwischen dem Justizpalast und den anschließenden Wohngebäuden an der Volkhartstraße einfügt und in gewissem Maße eine Überleitung darstellt.
Das Schulgebäude hat einen symmetrischen, H-förmigen Grundriss, bestehend aus einem Längstrakt zwischen zwei quergestellten Seitenflügeln mit innenliegenden Treppenhäusern. Alle drei Trakte haben die gleiche Firsthöhe. Zur Seite des Schulhofs gibt es außerdem einen polygonalen Toilettentrakt. Der dreigeschossige, verputzte Ziegelbau ist mit einem flachen Satteldach und Mezzanin ausgestattet. Der Sockel ist mit rustikalem Bossenwerk gestaltet, die Fronten sind mit Pilastern gegliedert. Es gibt ein vorkragendes Konsolenfries, in dem sich teilweise Metopenfenster befinden. Im Inneren befinden sich neben einer Hausmeisterwohnung insgesamt 17 Klassenzimmer, die durch u-förmig verlaufende Gänge erschlossen werden.
Im Inventar der Städtischen Kunstsammlungen befindet sich ein Holzmodell der Schule, das vermutlich nach dem Entwurf Leybolds von dem städtischen Modelleur Hennings angefertigt wurde.
Der eigentliche Haupteingang der Schule liegt auf der Südwestseite, doch wird dieser wegen des starken Straßenverkehrs nicht mehr genutzt. Stattdessen dienen heute ursprüngliche Nebeneingänge im Schulhof als Haupteingänge. In Richtung Südosten, zum Stadtpflegeranger hin, befindet sich eine Terrasse aus Kunststein.
Bis zum Bau dieser Schule erfolgte die Erziehung katholischer Mädchen in Augsburg ausschließlich in Klosterschulen von Nonnen. Mit der Fertigstellung erfolgte eine neue Schulsprengeleinteilung. Es sorgte 1873 für große Aufregung bei den katholischen Bürgern, dass zukünftig männliche Lehrer ihre Töchter unterrichten sollten, und es gab eine Petition dagegen.
Ursprünglich war die Schule als Gesamtes konfessionell gemischt, aber die einzelnen Klassen waren konfessionell getrennt. Im Westflügel der Schule wurden katholische Mädchen unterrichtet, im Ostflügel evangelische Mädchen.
1875 wurde im Schulhof eine Turnhalle mit einem darüberliegenden Musiksaal erbaut.

## Besondere Angebote
Die St.-Anna-Grundschule bietet musische, sportliche, sprachliche, künstlerische und naturwissenschaftlich Arbeitsgemeinschaften an, zum Beispiel Englisch in Jahrgangsstufe 1 und 2, Sportzusatzangebote,
Englisches Theater, Singen und Musizieren, Schach, Schulhausgestaltung, Gesunde Ernährung sowie einen Benimm-Kurs.
Die Schule bietet eine gebundene Ganztagsklasse an. In dieser erfolgt der Unterricht bis in den Nachmittag. Es gibt eine Mittags- und Nachmittagsbetreuung.
Seit 2007 offeriert die St.-Anna-Grundschule neben den Regelklassen einen bilingualen englisch-deutschen Klassenzug. In diesem werden von der 1. bis zur 4. Klasse die musischen Fächer (Musik, Kunsterziehung und Sport), sowie in ausgewählten Bereichen auch Kernfächer in englischer Sprache unterrichtet.
Die Schule hat einen Förderverein, die Bildungsinitiative St. Anna Grundschule e. V.

## Bekannte Schüler
- Bertolt Brecht (dritte und vierte Volksschulklasse 1906–1908)[11]